# Piedra rúnica de Berezán
La piedra rúnica de Berezán (código rundata: X UaFv1914;47) es una piedra rúnica descubierta en 1905 por Ernst von Stern, profesor de la universidad de Odesa, en la isla Berezán, en la desembocadura del río Dnieper en el mar Negro. La piedra rúnica mide 48 cm de ancho, 47 cm de alto y 12 cm de ancho, y se conserva en el museo de Odesa. Fue labrada por un comerciante varego (vikingo) llamado Grani en memoria de su socio Karl. Probablemente eran ambos de Gotland, Suecia.

## Emplazamiento

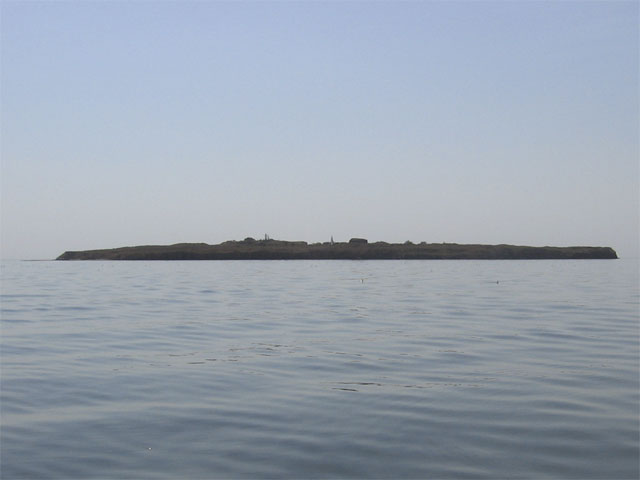
La isla Berezán.

Berezán está localizada en el mar Negro no lejos de la desembocadura del río Dnieper. Su bahía era un puerto natural importante de parada en la ruta comercial de los varegos a los griegos.

## Descubrimiento

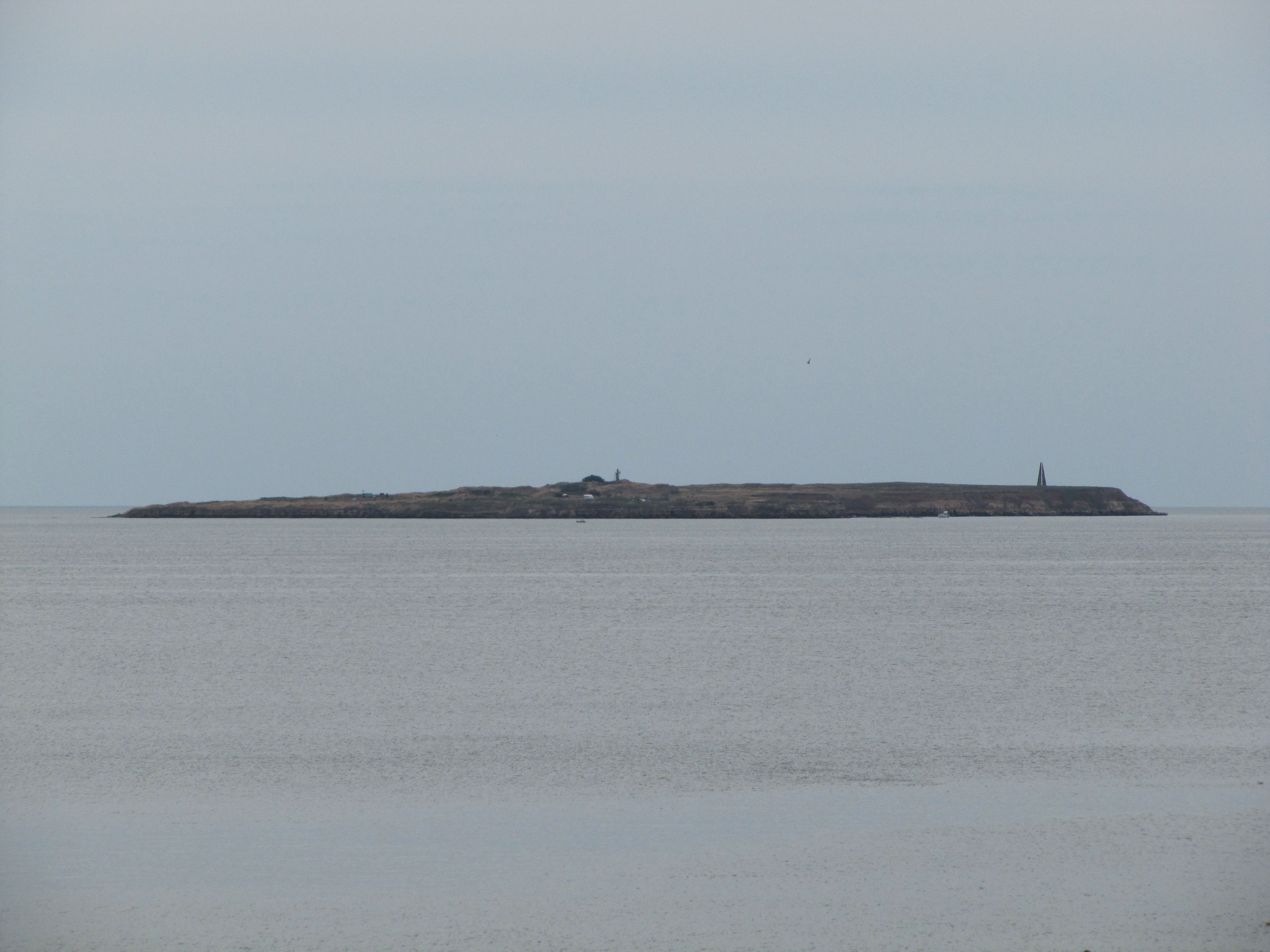
La isla de Berezán de Ucrania en el mar Negro.

Esta piedra rúnica fue descubierta durante la excavación de un kurgán del siglo VI a. C.. Tras haberse levantado, este kurgán había sido usado posteriormente en 48 enterramientos más, de diferentes tipos, épocas y distribuidos a varias profundidades. Ninguno de los cuerpos había sido incinerado, y algunos habían sido enterrados sin cuidado ni objetos funerarios, mientras que otros estaban en ataúdes de madera o al menos colocados sobre tablones antes de la inhumación, y otros estaban en féretros de piedra hechos con losas lisas de piedra. 
El 9 de junio de 1905 el equipo de von Stern descubrió un sarcófago sin tapa en la parte oriental del kurgán que contenía un esqueleto cuyo cráneo reposaba sobre la piedra rúnica. La estela rúnica fue descubierta por von Stern justo cuando un trabajador iba a tirarla a una pila de piedras. La piedra rúnica probablemente no estaba en su ubicación original, y probablemente estuviera situada en un túmulo menor en las proximidades.

## Inscripción

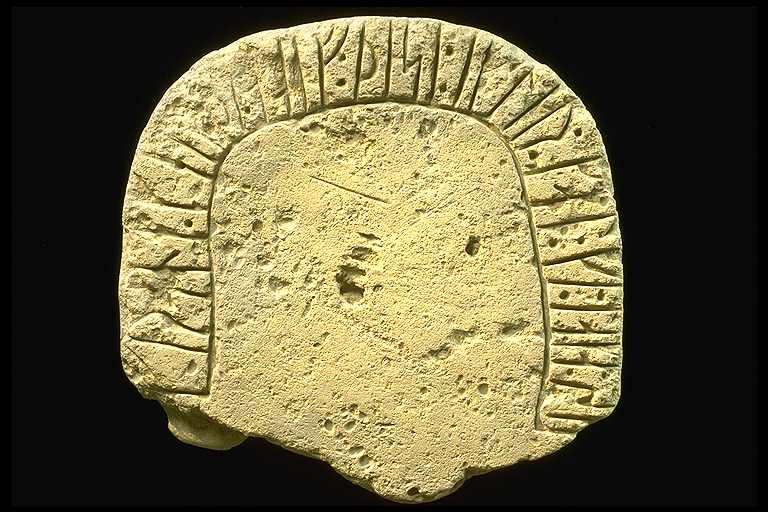
Imagen de la inscripción de la piedra rúnica de Berezán.

Su inscripción se conserva completa, lo que se demuestra por el hecho de que la primera y la última letra están dentro del marco que rodea la inscripción. Los grabados tienen unos 8 cm de largo unos 0,75 cm de profundidad.
La transliteración de las runas a caracteres latinos es:
krani : kerþi : (h)alf : þisi : iftir : kal : fi:laka : si(n)
La transcripción al nórdico antiguo es:
Grani gærði hvalf þessi æftiʀ Karl, felaga sinn.
La traducción al español es:
«Grani hizo este sarcófago en memoria de Karl, su socio.»

## Identificación
Es difícil determinar a qué Grani y Karl se refiere. En las inscripciones rúnicas, la palabra del nórdido antiguo hvalf («cripta », «sarcófago») solo aparece en Gotland, y en algunas inscripciones tardías de Västergötland (ambas regiones de la actual Suecia). No hay ningún rasgo especial en la inscripción lo que indica que fue escrita en el dialecto gútnico del nórdico antiguo, pero la forma de las runas y su disposición se encuentra generalmente en Gotland.
Es probable que Grani y Karl fueran de Gotland y estuvieran de viaje a o desde Constantinopla, cuando Karl murió por lo que Grani preparó su sepultura en una isla que siempre visitaban los marinos, y que los bizantinos llamaban la isla de san Ætherius.
La descripción de Karl como el félag de Grani indica que estaban realizando una operación mercantil en sociedad, aunque se ha sugerido que podría referirse a que eran miembros de la misma escolta.

## Importancia
Se han descubierto pocas inscripciones en Europa oriental, porque el material pétreo es escaso. Además allí también era tradicional hacer inscripciones en postes de madera que se erigían sobre los túmulos, algo que describió Ibn Fadlan que conocía a los escandinavos en las orillas del Volga. Y en la época en la que erigir piédras rúnicas estaba más de moda (siglo XI), la mayoría de los colonos escandinavos de Rusia, Bielorrusia y Ucrania habían sido asimilados por la mayoría eslava, y su influencia cultural foránea había cesado.